# Récompenses de la Coupe du monde de football
Outre la Coupe du monde elle-même, la FIFA décerne des trophées officiels à la fin des phases finales de la Coupe du monde récompensant joueurs et équipes qui se sont distingués par rapport aux autres dans différents aspects du jeu.
En 2018, sept trophées officiels sont décernés : 
- Le Soulier d'or (commercialement appelé "Soulier d'or Adidas") a été décerné pour la première fois à la Coupe du monde de football de 1982 pour le meilleur buteur ;
- Le Ballon d'or (commercialement appelé "Ballon d'or Adidas") pour le meilleur joueur de la Coupe du monde (décerné pour la première fois pour la Coupe du monde de football de 1982) ;
- Le Gant d'or (commercialement appelé "Gant d'or Adidas") pour le meilleur gardien de but (premier décernement pour la Coupe du monde de football de 1994 sous le nom Prix Lev Yachine) ;
- Le Trophée du Fair-Play de la FIFA pour l'équipe qui fait preuve du plus bel esprit sportif et du meilleur comportement, sur le terrain comme en dehors (premier décernement pour la Coupe du monde de football de 1978) ;
- Le Trophée Homme du match (commercialement appelé "Trophée homme du match Budweiser") est un prix qui récompense le meilleur joueur de chaque match du tournoi (premier décernement pour la Coupe du monde de football de 2002) ;
- Le Meilleur jeune joueur est un prix qui récompense le meilleur joueur ayant moins de 22 ans au début de la coupe du monde (premier décernement pour la Coupe du monde de football de 2006) ;
- Le But du Tournoi est un prix qui récompense le plus beau but du tournoi (premier décernement pour la Coupe du monde de football de 2006)

Il existait aussi une équipe-type officielle pour les meilleurs joueurs du tournoi en 1938 et entre 1994 et 2010, un trophée du but inscrit le plus rapidement entre 1982 et 2002 récompensé par un chronomètre en or et un prix de l'équipe la plus spectaculaire entre 1994 et 2014 qui récompensait l'équipe qui a le plus entretenu le public et ses fans durant la Coupe du monde.

## Récompenses actuelles

### Soulier d'or
Le meilleur buteur du tournoi est distingué depuis la Coupe du monde 1930. À partir de 1982, le meilleur buteur est récompensé par le trophée du Soulier d'or.
| Édition         | Meilleur buteur                                                              | Buts |
| --------------- | ---------------------------------------------------------------------------- | ---- |
| Uruguay 1930    | Guillermo Stábile                                                            | 8    |
| Italie 1934     | Oldřich Nejedlý                                                              | 5    |
| France 1938     | Leônidas da Silva                                                            | 7    |
| Brésil 1950     | Ademir                                                                       | 8    |
| Suisse 1954     | Sándor Kocsis                                                                | 11   |
| Suède 1958      | Just Fontaine                                                                | 13   |
| Chili 1962      | Flórián Albert Garrincha Valentin Ivanov Dražan Jerković Leonel Sánchez Vavá | 4    |
| Angleterre 1966 | Eusébio                                                                      | 9    |
| Mexique 1970    | Gerd Müller                                                                  | 10   |
| RFA 1974        | Grzegorz Lato                                                                | 7    |
| Argentine 1978  | Mario Kempes                                                                 | 6    |

| Édition                 | Soulier d'or                   | Buts |
| ----------------------- | ------------------------------ | ---- |
| Espagne 1982            | Paolo Rossi                    | 6    |
| Mexique 1986            | Gary Lineker                   | 6    |
| Italie 1990             | Salvatore Schillaci            | 6    |
| États-Unis 1994         | Oleg Salenko Hristo Stoitchkov | 6    |
| France 1998             | Davor Šuker                    | 6    |
| Corée du Sud-Japon 2002 | Ronaldo                        | 8    |
| Allemagne 2006          | Miroslav Klose                 | 5    |
| Afrique du Sud 2010     | Thomas Müller                  | 5    |
| Brésil 2014             | James Rodríguez                | 6    |
| Russie 2018             | Harry Kane                     | 6    |
| Qatar 2022              | Kylian Mbappé                  | 8    |

### Ballon d'or
Pour les articles homonymes, voir Ballon d'or (homonymie).
Le ballon d'or désigne le meilleur joueur de la coupe du monde. Le ballon d'argent et le ballon de bronze désignent respectivement les 2e et 3e meilleurs joueurs de la coupe du monde. Son nom officiel est « Ballon d'or Adidas » pour des raisons de sponsoring. Les candidats sont sélectionnés par la Commission technique de la FIFA et le vainqueur est élu par les représentants des médias avant la finale du tournoi, mais son résultat est connu au lendemain de celle-ci.
Ronaldo (1998 et 2002), Diego Maradona (1986 et 1990), Luka Modrić (2018 et 2022) et Lionel Messi (2014 et 2022) sont les seuls joueurs à avoir été classés deux fois parmi les trois meilleurs joueurs de la Coupe du monde (Messi étant le seul à être désigné par 2 fois le meilleur joueur). 
| Coupe du monde          | Ballon d'or         | Ballon d'argent   | Ballon de bronze      |
| ----------------------- | ------------------- | ----------------- | --------------------- |
| Espagne 1982            | Paolo Rossi         | Falcão            | Karl-Heinz Rummenigge |
| Mexique 1986            | Diego Maradona      | Harald Schumacher | Preben Elkjær Larsen  |
| Italie 1990             | Salvatore Schillaci | Lothar Matthäus   | Diego Maradona        |
| États-Unis 1994         | Romário             | Roberto Baggio    | Hristo Stoitchkov     |
| France 1998             | Ronaldo             | Davor Šuker       | Lilian Thuram         |
| Corée du Sud-Japon 2002 | Oliver Kahn         | Ronaldo           | Hong Myung-bo         |
| Allemagne 2006          | Zinédine Zidane     | Fabio Cannavaro   | Andrea Pirlo          |
| Afrique du Sud 2010     | Diego Forlán        | Wesley Sneijder   | David Villa           |
| Brésil 2014             | Lionel Messi        | Thomas Müller     | Arjen Robben          |
| Russie 2018             | Luka Modrić         | Eden Hazard       | Antoine Griezmann     |
| Qatar 2022              | Lionel Messi        | Kylian Mbappé     | Luka Modrić           |

### Gant d'or
Le Gant d'or est un trophée remis au meilleur gardien de but de chaque édition de la Coupe du monde. Le premier trophée est attribué lors de la Coupe du monde 1994. Le prix était nommé en mémoire du gardien de but soviétique Lev Yachine. À partir de 2010, le meilleur gardien est récompensé par le trophée du Gant d'or. Il ne doit pas être confondu avec le trophée Yachine, créé en 2019 par France Football pour désigner le meilleur gardien de but de l'année. 

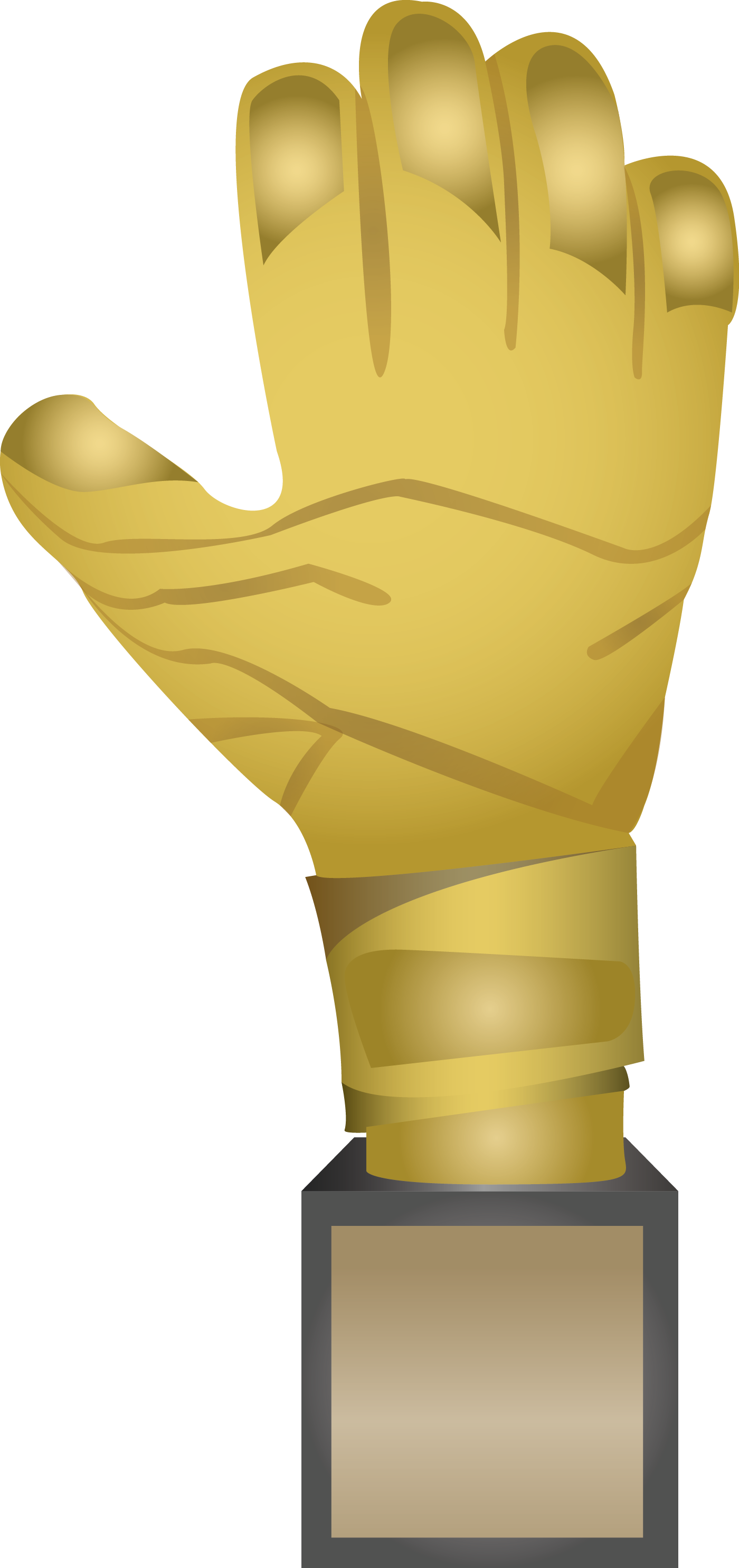
Gant d'or

| Coupe du monde          | Meilleur gardien   |
| ----------------------- | ------------------ |
| États-Unis 1994         | Michel Preud'homme |
| France 1998             | Fabien Barthez     |
| Corée du Sud-Japon 2002 | Oliver Kahn        |
| Allemagne 2006          | Gianluigi Buffon   |

| Coupe du monde      | Meilleur gardien  |
| ------------------- | ----------------- |
| Afrique du Sud 2010 | Iker Casillas     |
| Brésil 2014         | Manuel Neuer      |
| Russie 2018         | Thibaut Courtois  |
| Qatar 2022          | Emiliano Martínez |

### Trophée du Fair-Play de la FIFA
Le Trophée du Fair-Play de la FIFA récompense l'équipe qui fait preuve du plus bel esprit sportif et du meilleur comportement, sur le terrain comme en dehors. Seules les équipes ayant atteint le second tour peuvent être nommées.
| Coupe du monde          | Prix du fair-play |
| ----------------------- | ----------------- |
| Argentine 1978          | Argentine         |
| Espagne 1982            | Brésil            |
| Mexique 1986            | Brésil            |
| Italie 1990             | Angleterre        |
| États-Unis 1994         | Brésil            |
| France 1998             | Angleterre France |
| Corée du Sud-Japon 2002 | Belgique          |
| Allemagne 2006          | Brésil Espagne    |
| Afrique du Sud 2010     | Espagne           |
| Brésil 2014             | Colombie          |
| Russie 2018             | Espagne           |
| Qatar 2022              | Angleterre        |

### Homme du match
Le trophée Homme du match (commercialement appelé « Trophée homme du match Budweiser ») est un prix qui récompense le meilleur joueur de chaque match du tournoi. Lors des éditions 2002 et 2006 les joueurs ont été choisies par un groupe technique de la FIFA, depuis 2010 l'Homme du match est élu par un sondage en ligne sur le site internet de la FIFA.
| Rang | Joueurs           | Équipe    | Détail par édition                         | Total |
| ---- | ----------------- | --------- | ------------------------------------------ | ----- |
| 1    | Lionel Messi      | Argentine | 1 en 2010, 4 en 2014, 1 en 2018, 5 en 2022 | 11    |
| 2    | Cristiano Ronaldo | Portugal  | 3 en 2010, 1 en 2014, 2 en 2018, 1 en 2022 | 7     |
| 3    | Arjen Robben      | Pays-Bas  | 2 en 2006, 1 en 2010, 3 en 2014            | 6     |
| 4    | Luka Modrić       | Croatie   | 3 en 2018, 2 en 2022                       | 5     |
| 4    | Kylian Mbappé     | France    | 2 en 2018, 3 en 2022                       | 5     |
| 4    | Luis Suarez       | Uruguay   | 2 en 2010, 1 en 2014, 2 en 2018            | 5     |

### Meilleur jeune joueur
Le Meilleur jeune joueur (nom commercial « Meilleur jeune joueur Gillette ») est un prix récompensant le meilleur joueur ayant moins de 21 ans au début de l'année. 
| Coupe du monde            | Meilleur jeune joueur |
| ------------------------- | --------------------- |
| Suède 1958                | Pelé                  |
| Chili 1962                | Florian Albert        |
| Angleterre 1966           | Franz Beckenbauer     |
| Mexique 1970              | Teófilo Cubillas      |
| Allemagne de l'Ouest 1974 | Władysław Żmuda       |
| Argentine 1978            | Antonio Cabrini       |
| Espagne 1982              | Manuel Amoros         |
| Mexique 1986              | Enzo Scifo            |
| Italie 1990               | Robert Prosinečki     |
| États-Unis 1994           | Marc Overmars         |
| France 1998               | Michael Owen          |
| Japon - Corée du Sud 2002 | Landon Donovan        |
| Allemagne 2006            | Lukas Podolski        |
| Afrique du Sud 2010       | Thomas Müller         |
| Brésil 2014               | Paul Pogba,           |
| Russie 2018               | Kylian Mbappé         |
| Qatar 2022                | Enzo Fernández        |

### But du tournoi
Depuis 2006, les internautes votent pour élire le « But du tournoi » sur le site web de la FIFA, en partenariat avec l'entreprise Hyundai.
| Coupe du monde      | Buteur          | Équipe    | Score       | Adversaire | Match                         | Détails | Détails                             | Détails |
| ------------------- | --------------- | --------- | ----------- | ---------- | ----------------------------- | ------- | ----------------------------------- | ------- |
| Allemagne 2006      | Maxi Rodríguez  | Argentine | 2 - 1 a. p. | Mexique    | Huitième de finale            | 98e     | Reprise de volée du pied gauche     | 2-1     |
| Afrique du Sud 2010 | Diego Forlán    | Uruguay   | 2 - 3       | Allemagne  | Match pour la troisième place | 51e     | Reprise de volée du pied droit      | 2-1     |
| Brésil 2014         | James Rodríguez | Colombie  | 2 - 0       | Uruguay    | Huitième de finale            | 28e     | Reprise de volée du pied gauche     | 1-0     |
| Russie 2018         | Benjamin Pavard | France    | 4 - 3       | Argentine  | Huitième de finale            | 57e     | Reprise de volée du pied droit      | 2-2     |
| Qatar 2022          | Richarlison     | Brésil    | 2 - 0       | Serbie     | Premier tour                  | 73e     | Retournée acrobatique du pied droit | 2-0     |

## All-Star Team
Entre 1994 et 2010, les meilleurs joueurs de la Coupe du monde ont été désignés au sein d’une équipe-type sélectionnée par la FIFA et appelée All-Star Team. Onze joueurs sont ainsi désignés en 1994, 22 en 1998, 23 en 2002 et 2006, puis 11 en 2010.
Précédemment, à l'occasion de la Coupe du monde 1938, la FIFA avait déjà édité une équipe-type de onze joueurs à la fin de la compétition. L'absence de l'Italien Silvio Piola dans cette équipe-type avait provoqué un tel tollé que la FIFA s’était refusée à renouveler ce type de désignation jusqu'en 1994. 
| Coupe du monde              | Gardien                                              | Défenseurs                                                                                              | Milieux | Attaquants                                                                                   |
| --------------------------- | ---------------------------------------------------- | --- | --- | -------------------------------------------------------------------------------------------- |
| 1938 (France)               | František Plánička                                   | Domingos da Guia Pietro Rava                                                                            | Zézé Michele Andreolo Ugo Locatelli                                                                                                   | Arne Nyberg Giuseppe Meazza Leônidas György Sárosi Pál Titkos                                |
| 1994 (États-Unis)           | Michel Preud'homme                                   | Jorginho Márcio Santos Paolo Maldini                                                                    | Dunga Krasimir Balakov Gheorghe Hagi Tomas Brolin                                                                                     | Romário Hristo Stoitchkov Roberto Baggio                                                     |
| 1998 (France)               | Fabien Barthez José Luis Chilavert Edwin van der Sar | Roberto Carlos Marcel Desailly Lilian Thuram Frank de Boer Carlos Gamarra                               | Dunga Rivaldo Michael Laudrup Zinédine Zidane Edgar Davids Jay-Jay Okocha Juan Sebastián Verón                                        | Ronaldo Davor Šuker Brian Laudrup Dennis Bergkamp Thierry Henry Michael Owen Christian Vieri |
| 2002 (Corée du Sud / Japon) | Oliver Kahn Rüştü Reçber Iker Casillas               | Roberto Carlos Sol Campbell Fernando Hierro Hong Myung-bo Alpay Özalan Cafu                             | Rivaldo Ronaldinho Michael Ballack Claudio Reyna Yoo Sang-chul Dietmar Hamann Joaquín Sánchez Rodríguez Hidetoshi Nakata Marc Wilmots | Ronaldo Miroslav Klose El-Hadji Diouf Hasan Şaş Landon Donovan                               |
| 2006 (Allemagne)            | Gianluigi Buffon Jens Lehmann Ricardo                | Roberto Ayala John Terry Lilian Thuram Philipp Lahm Fabio Cannavaro Gianluca Zambrotta Ricardo Carvalho | Zé Roberto Patrick Vieira Zinédine Zidane Michael Ballack Andrea Pirlo Gennaro Gattuso Francesco Totti Luís Figo Maniche              | Hernán Crespo Thierry Henry Miroslav Klose Luca Toni                                         |
| 2010 (Afrique du Sud)       | Iker Casillas                                        | Maicon Douglas Philipp Lahm Carles Puyol Sergio Ramos                                                   | Bastian Schweinsteiger Wesley Sneijder Andrés Iniesta Xavi                                                                            | David Villa Diego Forlán                                                                     |
| 2022 Qatar                  | Emiliano Martinez                                    | Achraf Hakimi Théo Hernandez Romain Saïss                                                               | Luka Modrić Casemiro Aurélien Tchouaméni Enzo Fernàndez                                                                               | Kylian Mbappé Lionel Messi Àngel Di Maria                                                    |

À partir de 2014, la FIFA publie sur son site officiel plusieurs équipes-types, l’une constituée à partir des votes du public inscrit sur le site, une (en 2014) ou deux autres (en 2018) constituées à partir de statistiques individuelles ou de performances collectives pondérées par les postes occupés par les joueurs. Ces équipes ne sont « en aucun cas [des] équipe[s]-type[s] officielle[s] désignée[s] par la FIFA » dixit la fédération internationale.

## Récompenses anciennes

### Trophée du but inscrit le plus rapidement
Le Trophée du but inscrit le plus rapidement était un prix récompensant le buteur ayant inscrit le but le plus rapidement après le coup d'envoi. Ce trophée fut décerné de 1982 à 2002. Bernard Lacombe, auteur du but le plus rapide de la Coupe du monde 1978, reçut rétroactivement le chronomètre en or qui récompensait ce challenge.
| Coupe du monde          | Buteur le plus rapide   | Temps                |
| ----------------------- | ----------------------- | -------------------- |
| Argentine 1978          | Bernard Lacombe         | 38 secondes          |
| Espagne 1982            | Bryan Robson            | 27 secondes          |
| Mexique 1986            | Emilio Butragueño       | 63 secondes          |
| Italie 1990             | Safet Sušić             | 5 minutes            |
| États-Unis 1994         | Gabriel Batistuta       | 60 secondes          |
| France 1998             | Celso Ayala             | 42 secondes          |
| Corée du Sud-Japon 2002 | Hakan Şükür             | 11 secondes (Record) |
|                         | Plus de prix après 2002 |                      |
| Allemagne 2006          | Darijo Srna             | 2 minutes            |
| Afrique du Sud 2010     | Thomas Müller           | 3 minutes            |
| Brésil 2014             | Clint Dempsey           | 30 secondes          |
| Russie 2018             | Mathias Jørgensen       | 60 secondes          |
| Qatar 2022              | Alphonso Davies         | 68 secondes          |

### Prix de l'équipe la plus spectaculaire
Le Prix de l'équipe la plus spectaculaire récompensait l'équipe qui avait le plus marqué le public et les fans durant la Coupe du monde. Ce trophée fut décerné de 1994 à 2022.
| Coupe du monde          | Équipe la plus spectaculaire |
| ----------------------- | ---------------------------- |
| États-Unis 1994         | Brésil                       |
| France 1998             | France                       |
| Corée du Sud-Japon 2002 | Corée du Sud                 |
| Allemagne 2006          | Portugal                     |
| Afrique du Sud 2010     | Espagne                      |
| Brésil 2014             | Algérie                      |
| Russie 2018             | Russie                       |
| Qatar 2022              | Maroc                        |